# إدارة الصحة العامة في ألاباما
إداره الصحة العامة في ألاباما هي وكالة الصحة الأولية التابعة لحكومة ولاية ألاباما الأمريكية تقدم عددا من الخدمات الصحية العامة لسكان ولاية ألاباما. (1)

## التاريخ
في عام 1907 , انشات الولاية مختبرات الصحة العامة للتأكد من جودة مياه الشرب والحليب. في عام 1910 أنشأت لجنة دوده هوك. وتم تمويل هذه اللجنة من قبل صندوق تمويل روك فيلر. في عام 1918 , صنفت ولاية ألاباما المرتبة الحادية عشر من بين الولايات الجنوبية الإثني عشر في تمويل الصحة العامة.

## المنظمات

### -	مجلس الدولة للصحة
تشكلت مجلس الصحة بولاية ألاباما من قبل قانون ألا (ALa). في عام 1975, وهو ذو المسؤولية عن حماية الصحة العامة من خلال تطبيق قوانين الصحة العامة في ولاية ألاباما " الجمعية الطبيه لولاية ألاباما هي مجلس الولاية للصحة.
و لدى مجلس الولاية للصحة وذراعه الادارية، قسم الصحة العامة، مكاتب مركزية تقع في عاصمة الولاية، مونتغومري ألاباما.
```
تُستخدم شروط مجلس ولاية الصحة ولجنة الدولة للصحة العامة، ووزارة الصحة العامة بالولاية، ومسؤول الصحة بالولاية بالتبادل إلا في الحالات التي يحظر فيها السياق.
```

### -	لجنة الولاية للصحة العامة
يعمل المجلس من خلال لجنة الولاية للصحة العامة على النحو المنصوص عليه في قانون ألا (Ala) 1975، والتي تتكون من 12 عضوًا من جمعية الطبية لولاية ألاباما ورئيس كل من الاربع مجالس المنصوص عليها بالقانون.ويعمل الأعضاء الستة عشر بقيادة رئيس ونائب رئيس منتخب من الاعضاء لمدة أربع سنوات.
تجتمع لجنة الولاية للصحة العامة شهريًا. حيث تتوفر جداول الأعمال لأي شخص مهتم بما لا يقل عن سبعة أيام قبل الاجتماع، إذا كان متاحًا، وفقًا لقانون الاجتماعات المفتوحة في ألاباما. ستكون جميع الاجتماعات مفتوحة للجمهور ما لم يتم إغلاقها وفقًا لقانون الجلسات المفتوحة في ألاباما ". "يتم إعداد اجتماعات اللجنة وهي متاحة في مكاتب مجلس الصحة لفحصها خلال ساعات العمل العاد.

### -	مسؤول صحة الولاية
تنتخب لجنة الصحة العامة مسؤولاً تنفيذياً يُعرف باسم مسؤول صحة الولاية ويكون مسؤولاً عن الإدارة اليومية لأنشطة المجلس. لدى إدارة الصحة العامة موظف إداري للصحة العامة ومساعد مسؤول عن الصحة بالولاية لمكافحة الأمراض والوقاية منها، والاستجابة في حالات الطوارئ، والصحة الشخصية والمجتمعية، وهو المسؤول مباشرة أمام مسؤول الصحة بالولاية. مسؤول صحة الدولة الحالي هو الدكتور سكوت هاريس، دكتوراه في الطب (MD)، وماجستير في الصحة العامة (MPH).

### -	المكتب المركزي
يتم تنظيم المكتب المركزي لإدارة الصحة العامة، الذي يقع في عاصمة الولاية، مونتغومري، ألاباما في مكاتب ودواوين وأقسام ووحدات. هناك 2000-3000 من موظفي إدارة الصحة العامة في ألاباما، يتضمن موظفي المكتب المركزي، ومسؤولي وإداريي منطقة الصحة العامة، وموظفي إدارة الصحة بالمقاطعة.

### -	مناطق الصحة العامة
ُقسم قسم ولاية ألاباما إلى ثماني مناطق للصحة العامة. يشرف على كل مكتب منطقة للصحة العامة من قبل مسؤول صحة المقاطعة أو مدير المنطقة. مكاتب المقاطعات مسؤولة عن تطوير خدمات وبرامج الصحة العامة الخاصة باحتياجات كل منطقة.
- تشمل منطقة الصحة العامة الشمالية مقاطعات ألاباما التالية: مقاطعة كولبير، ألاباما، مقاطعة كولمان، ألاباما، مقاطعة فرانكلين، ألاباما، مقاطعة جاكسون، ألاباما، مقاطعة لودرديل، ألاباما، مقاطعة لورانس، ألاباما، مقاطعة لايمستون، ألاباما، مقاطعة ماديسون، ألاباما، مقاطعة ماريون بولاية ألاباما، مقاطعة مارشال، ألاباما، مقاطعة مورغان، ألاباما ومقاطعة وينستون، ولاية ألاباما.
- تشمل منطقة الصحة العامة الشمالية الشرقية مقاطعات ألاباما التالية: مقاطعة بلونت، ألاباما، مقاطعة كالهون، ألاباما، مقاطعة شيروكي، ألاباما، مقاطعة كلاي، ألاباما، مقاطعة كليبورن، ألاباما، مقاطعة ديكالب، ألاباما، مقاطعة إيتواه، ألاباما، مقاطعة سانت كلير، ألاباما، مقاطعة شيلبي، ألاباما، مقاطعة راندولف، ألاباما، مقاطعة تالاديجا، ألاباما
- تشمل منطقة جيفرسون للصحة العامة مقاطعة جيفرسون، ألاباما.
- تشمل منطقة الصحة العامة المركزية الغربية مقاطعات ألاباما التالية: مقاطعة بيب، ألاباما، مقاطعة شيلتون، ألاباما، مقاطعة فاييت، ألاباما، مقاطعة غرين، ألاباما، مقاطعة هيل، ألاباما، مقاطعة لامار، ألاباما، مقاطعة بيري، ألاباما، مقاطعة بيكنز، ألاباما، مقاطعة سمتر، ألاباما، مقاطعة توسكالوسا، ألاباما، ووكر كاونتي، ألاباما
- تشمل منطقة الصحة العامة المركزية الشرقية مقاطعات ألاباما التالية: مقاطعة أوتاوجا، ألاباما، مقاطعة بولوك، ألاباما، مقاطعة تشامبرز، ألاباما، مقاطعة كوسا، ألاباما، مقاطعة إلمور، ألاباما، مقاطعة لاونديس، ألاباما، مقاطعة لي، ألاباما، مقاطعة ماكون، ألاباما، مقاطعة مونتغومري، ألاباما، مقاطعة راسل، ألاباما، مقاطعة تالابوسا ، ألاباما
- تشمل منطقة جنوب غرب الصحة العامة مقاطعات ألاباما التالية : مقاطعة بالدوين ، ألاباما ، مقاطعة شوكتاو ، ألاباما ، مقاطعة كلارك ، ألاباما ، مقاطعة كونيكوه ، ألاباما ، مقاطعة دالاس ، ألاباما ، مقاطعة إسكامبيا ، ألاباما ، مقاطعة مارينغو ، ألاباما ، مقاطعة مونرو ، ألاباما ، مقاطعة واشنطن، ولاية ألاباما ومقاطعة ويلكوكس، ولاية ألاباما .
- تشمل منطقة جنوب شرق الصحة العامة مقاطعات ألاباما التالية : مقاطعة بربور ، ألاباما ، مقاطعة بتلر ، ألاباما ، مقاطعة كوفي ، ألاباما ، مقاطعة كوفينجتون ، ألاباما ، مقاطعة كرينشو ، ألاباما ، مقاطعة ديل ، ألاباما ، مقاطعة جنيف ، ألاباما ، مقاطعة هنري ، ألاباما ، مقاطعة هيوستن ، ألاباما ، مقاطعة بايك ، ألاباما .
- يشمل قسم الصحة العامة.

### الاقسام الصحيه بالمقاطعات
يقدم القسم، الدعم الفني والإرشاد للاقسام الصحيه بالمقاطعات في جميع مقاطعات ولاية ألاباما، بالأضافة إلى التوجيه والاستشارة إلى قسمين صحيين مستقلين في مقاطعة المدينة في مدينة جيفرسون، ألاباما، ومقاطعة موبايل ألاباما . يقدم مجلس الدولة للصحة الإشراف على أقسام الصحة في مقاطعة جييفرسون وموبايل التي يحكمها مجلس المحافظة المحلي للصحة.

### الخدمات والبرامج
تقدم ادارات الصحة بالمقاطعات الخدمات السريرية والبيئية والمنزلية والمجتمعية للسكان المحليين، كن الحصول على سجلات \شهادات الميلاد والوفاة والزواج والإطلاق لحدث حي حصل داخل داخل ولاية ألاباما الأمريكية من قسم الصحة بالمقاطعة المحلية مقابل رسوم. تختلف الخدمات من قسم الصحة إلى قسم الصحة

### الخدمات السريرية
قد تشمل الخدمات السريرية على سبيل المثال ولا تقتصر على: فحص سرطان ، تنظيم الأسرة، التأمين الصحي للأطفال، والمناعة، الأمراض المنقولة جنسياً، وفيروس نقص المناعة البشرية / الإيدز الاختبار والاستشارة، وفحص السل.
تشمل خدمات فحص السرطان على سبيل المثال ولا تقتصر على : فحص مسحة عنق الرحم ، وفحوصات الثدي ، وتعليمات الفحص الذاتي ، والمساعدة في إيجاد علاج للسرطان إذا تطلب الحاجة.
تتأهل النساء غير المؤمن عليهن اللواتي تتراوح أعمارهن بين 40 و 64 عامًا ممن يحق لهن الحصول على دخل بنسبة 200٪ أو أقل من إرشادات الفقر الفيدرالية للحصول على خدمات مجانية ، بما في ذلك فحص الحوض، ومسحات عنق الرحم ، وفحص الثدي السريري ، والتصوير الشعاعي للثدي ، والخدمات التشخيصية مثل الموجات فوق الصوتية ، والتنظير المهبلي ، أو خزعة إذا لزم الأمر، من خلال برنامج الكشف المبكر عن سرطان الثدي وعنق الرحم في ألاباما.
تشمل خدمات تنظيم الأسرة على سبيل المثال ولا تقتصر على: وسئل تنظيم الأسرة ، والاستشارة ، والتعليم ، ومعلومات تحديد النسل ، والفحوص الطبية ، وتوزيع الإمدادات. موانع الحمل متوفرة لأولئك في المجموعة العمرية لإنجاب الأطفال.
تقدم إدارات الصحة بالمقاطعات المحلية معلومات عن برنامج الأطفال، وهو برنامج تغطية منخفضة التكلفة للرعاية الصحية لجميع الأطفال المؤهلين الذين تقل أعمارهم عن 19 عامًا.
جميع الأطفال هم نتيجة شراكة بين إدارة الصحة العامة في ألاباما ووكالة ألاباما الطبية ومؤسسة ألاباما لرعاية الأطفال. كانت ألاباما الولاية الأولى في الدولة التي لديها خطة برنامج التأمين الصحي للأطفال (CHIP) الذي تمت الموافقة عليه فيدراليًا . وأضاف CHIP ل قانون الضمان الاجتماعي من قبل قانون الميزانية المتوازنة لعام 1997 . الغرض من هذا البرنامج هو توفير التأمين الصحي للأطفال غير المؤمن عليهم في البلاد تحت سن 19 عامًا.
التحصين للوقاية من شلل الأطفال، الدفتيريا (الكزاز (السعال الديكي، الحصبة ، النكاف ، الحصبة الألمانية، المستديمه النزلية من نوع (B) والتهاب الكبد الوبائي B يتم توفيرها من قبل الإدارات الصحية بالمحافظة. مطلوب شهادة التطعيمات، والتي عرفت بأسم «زلة الأزرق»، للدخول في جميع مراكز الرعاية طوال اليوم، بداية بالمدارس الحكومية والخاصة حتى الصف 12.
```
التطعيمات للبالغين عن الحصبة ، الالتهاب الرئوي ، الكزاز ، انفلونزا، والأمراض الأخرى ، بما في ذلك الأمراض اللازمة للسفر إلى الخارج متاحة أيضًا. 
[
8
]
```

تتوفر التقييمات الصحية والأغذية التكميلية والتعليم الغذائي للحوامل والمرضعات والنساء بعد الولادة والرضع والأطفال حتى سن الخامسة الذين يتأهلون لبرنامج WIC ، وبرنامج الأغذية التكميلية للنساء والرُضع والأطفال.
يتوفر الاختبار السري والعلاج والاستشارة لمعظم الأمراض المنقولة جنسيًا وفيروس نقص المناعة البشرية / الإيدز لأي شخص يبلغ من العمر 12 عامًا أو أكثر. تتوفر خدمات العمل الاجتماعي وخدمات الرعاية المنزلية والإحالات إلى خدمات الدعم الأخرى في المجتمع للعملاء المصابين بفيروس نقص المناعة البشرية أو الإيدز.
إن فحص السل اختبار جلد السل، زراعة / اختبار البلغم، والأشعة السينية (إذا تم تحديد ذلك) متاحا لأي لتشخص السل وعلاج مرض السل . يتم توفير الادوية ، إذا تمت الإشارة إلى ذلك، والمساعدة في العثور على رعاية إضافية.
التثقيف الصحي هو مكون أساسي لكل برنامج. تتطلب بعض خدمات الصحة السريرية موعدًا ، في حين يتم تقديم خدمات أخرى على أساس السير. حيث قد تتطلب بعض الخدمات السريرية رسومًا.

### خدمات المنزل والمجتمع
وتشمل المنزل والمجتمع خدمات الرعاية الصحية المنزلية وخدمات الرعاية الحياة، وكبار السن والمعوقين وفيروس نقص المناعة البشرية / الإيدز المساعدة الطبية إدارة حالة التنازل. الرعاية المنزلية الصحية يمكن أن تشمل ممرضات رعاية ماهرات ، والعلاج عن طريق الوريد، ورعاية مرضى السكر، ورعاية القلب والأوعية الدموية، وتقدير وتعليم ما بعد المستشفى ، وإدارة القسطرة البولية ؛ مساعد الرعاية الصحية المنزلية ؛ الخدمة الاجتماعية الطبية؛ العلاج الطبيعي ليشمل العلاج بعد الجراحة ؛ والعلاج الوظيفي وعلاج النطق.
يمكن أن تشمل خدمات رعاية الحياة مساعد الرعاية الشخصية والرفقة، ربة منزل ماهرة وغير ماهرة ورعاية استراحة ، والرصد البيولوجي عن بعد . يهدف مديرو الحالات لبرامج الإعفاء للمسنين والمعوقين وفيروس نقص المناعة البشرية / الإيدز إلى تطوير خطط رعاية فردية ، بناءً على احتياجات الرعاية المستمرة للعميل ، للمساعدة في الحفاظ على الاستقلال في بيئة منزلية آمنة.

### الخدمات البيئية
قسم ألاباما للصحة العامة والإدارات الصحية والمقاطعة المحلية تضمن المعايير في العديد من محالات الخدمات البيئية والصحية لحماية العامة من الأصابة وانتشار الأمراض. تشمل هذه أنشطة الحماية الصحية إنفاذ اللوائح الصحية ، وتحقيقات الشكاوى ، والسماح ، والترخيص ، والتفتيش على ما يلي :
- الخدمات الغذائية / البيع بالتجزئة / المعالجات / الأحداث المؤقتة
- الفنادق / الموتيلات بما في ذلك حمامات الفندق / الموتيلات / المنتجعات الصحية / أحواض الاستحمام الساخنة والمعسكرات
- الحبس / السجون
- مرافق فن الجسد
- أنظمة التدفق الصغيرة الفردية في الموقع
- التقسيمات الفرعية / انظمة التدفق الكبي
- أنظمة الصرف الصحي في الموقع
- خزان للصرف الصحي / مصيدة الشحوم / عقد دبابات
- مصنعي صهاريج الصرف الصحي / المضخات / تطبيق الأرض
- مرافق / مركبات النفايات الصلبة
- تحقيقات شكاوى ازعاج الصحة العامة
- تحقيقات الصرف الصحي المجتمعي
- اختبار آبار المياه الخاصة
- دروس تدريبية في سلامة الغذاء
- شهادة ServSafe لسلامة الأغذية
- التدريب على القواعد البيئية في ولاية ألاباما[8]

تتطلب بعض الخدمات البيئية تقديم رسوم قبل الخدمة التي يتم تقديمها.

## البرامج والخدمات
نظم المكتب المركزي لإدارة الصحة العامه في ألاباما في مكاتب إدارة ألاباما في مكاتب التي تركز على عدد من القضايا المتعلقة بالصحة، بما في ذلك الوقاية من الأمراض ومكافحتها، والخدمات الطبية الطارئة ، الاستعداد للطوارئ والخدمات البيئية، وصحة الأسرة، والوصول إلى الرعاية الصحية، صحة المنزل والمجتمع ، والوقاية من الإصابات، والتنظيم والترخيص. ينشرالقسم أكثر من 90 كتيبًا متعلقًا بالصحة متاحًا لسكان ولاية ألاباما. وتتراوح الموضوعات من الوقاية من الإصابات في الصحة البيئية، والتغذية والنشاط البدني ، والوقاية من التبغ، والتأهب لحالات الطوارئ، والأمراض المنقولة جنسيا، الأمراض المزمنة ، والأمراض المعدية.

## الوكالات الداعمة
- إدارة التعليم بولاية ألاباما
- قسم إدارة البيئة في ألاباما
- إدارة النقل بولاية ألاباما

## روابط خارجية
- ADPH Offical Web Site
- Centers For Disease Control And Prevention